# Samantha Thornton
Samantha Thornton (Melbourne, 20 aprile 1966) è un'ex cestista australiana.

## Carriera
Con l'Australia ha disputato due edizioni dei Campionati mondiali (1990, 1994).